# Jan Lindemans (kerkjurist)
Jan Lindemans (Brussel, 5 november 1921 – Tervuren, 11 april 1999) was een Belgisch hoogleraar en kerkjurist. 
Lindemans studeerde klassieke filologie en rechtsgeleerdheid aan de KU Leuven. Nadien doceerde hij aan de Bijzondere Faculteit Kerkelijk Recht, hij verwierf er de titel van ere-buitengewoon hoogleraar. Lindemans was een van de architecten van het Schoolpact en medeoprichters van de Universitaire Faculteiten Sint-Aloysius (UFSAL) in Brussel. Hij werd van 1969 tot 1982 de eerste rector van de UFSAL.
Lindemans was een officier in de Libanese Orde van de Ceder, commandeur in de Leopoldsorde en de Orde van Leopold II. Hij was doctor honoris causa aan de Filipijnse katholieke Saint Louis University te Baguio.
Jan Lindemans is de oudste zoon van Jan Lindemans. Hij is de oudere broer van onder anderen Leo Lindemans en Steven Lindemans.